# 본키커스
본키커스(영어: Bonekickers)는 2008년 7월 BBC에서 시작한 가상의 대학인 웨식스 대학 고고학 팀에 대한 드라마이다.
본키커스는 라이프 온 마스와 애쉬즈 투 애쉬즈의 매슈 고햄과 에슐리 파로아가 작가로 있으며 마이클 벅과 데이미언 티머 그리고 모나스틱 프로덕션이 공동 제작하였다.

## 등장인물
- 질리언 맥와일드 박사 역 - 줄리 그레이엄
- 밴 에르가 박사 역 - 에이드리언 레스터
- 그레고리 "돌리" 파튼 교수 역 - 휴 보너빌
- 비비언 "비브" 데이비스 역 - 구구 음바타로
- 대이널 마스티프 역 - 마이클 마로니

## 같이 보기
- 본즈 (드라마)